# Caligo suzanna
Caligo suzanna är en fjärilsart som beskrevs av Deyrolle 1872. Caligo suzanna ingår i släktet Caligo och familjen praktfjärilar. Inga underarter finns listade i Catalogue of Life.

## Bildgalleri

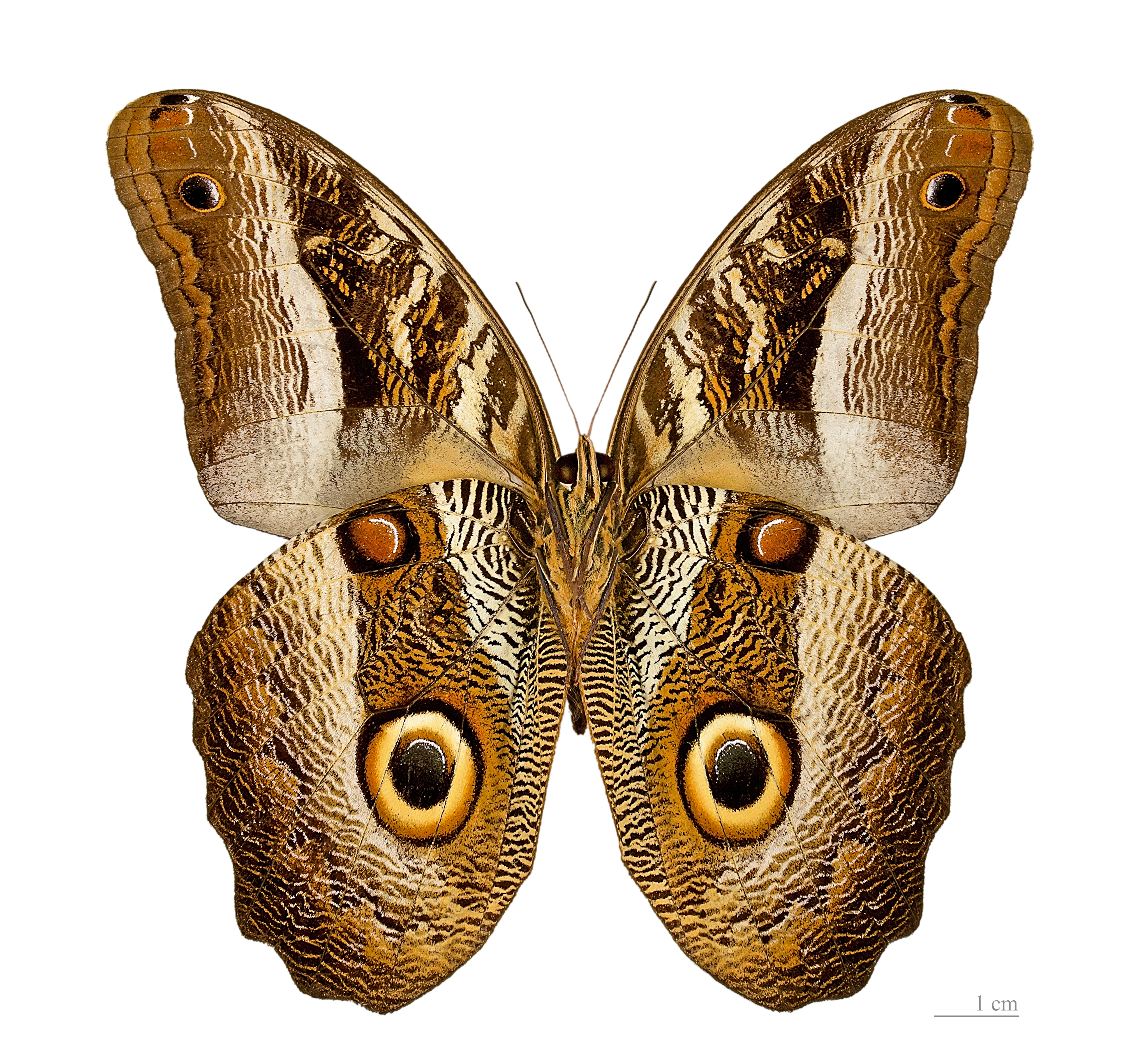
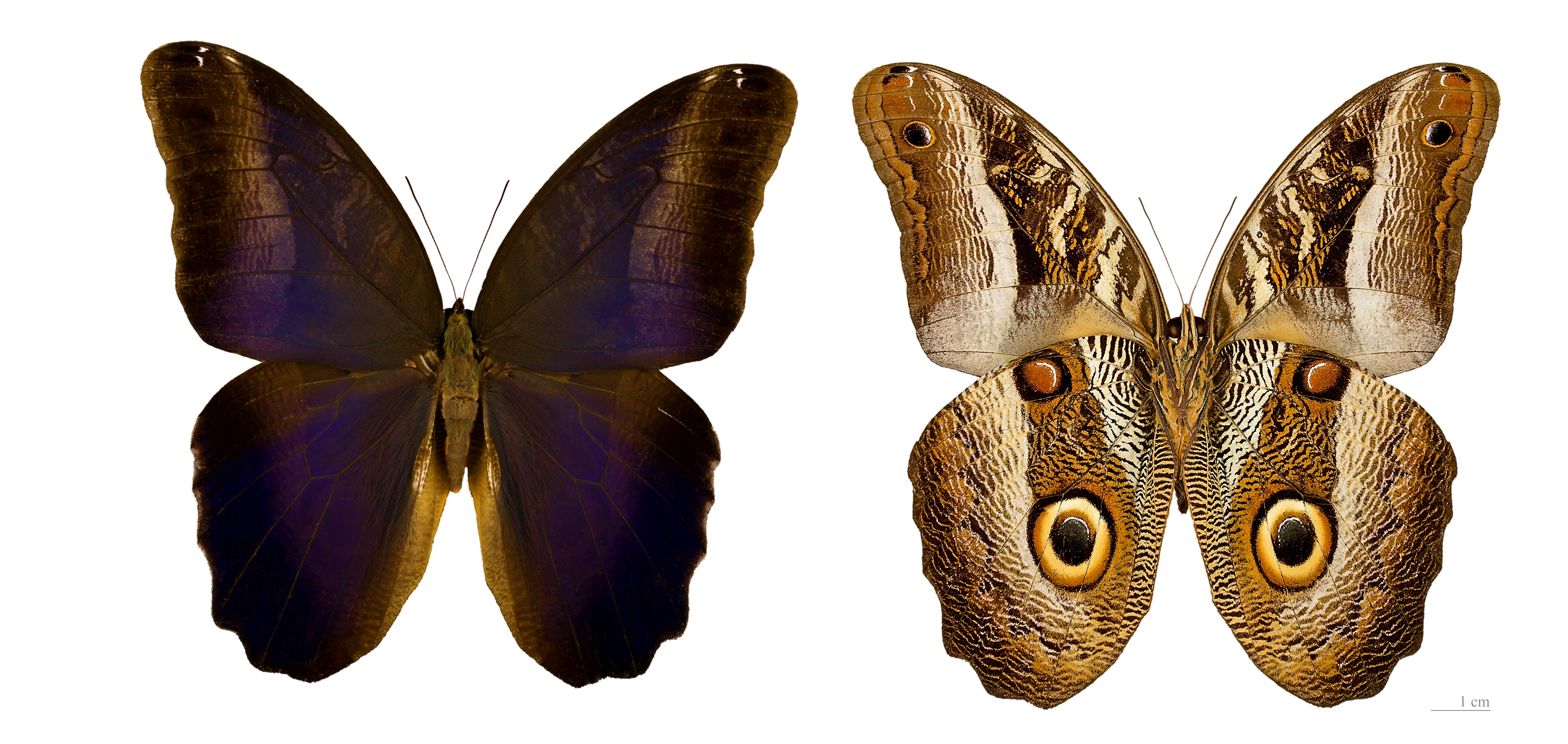
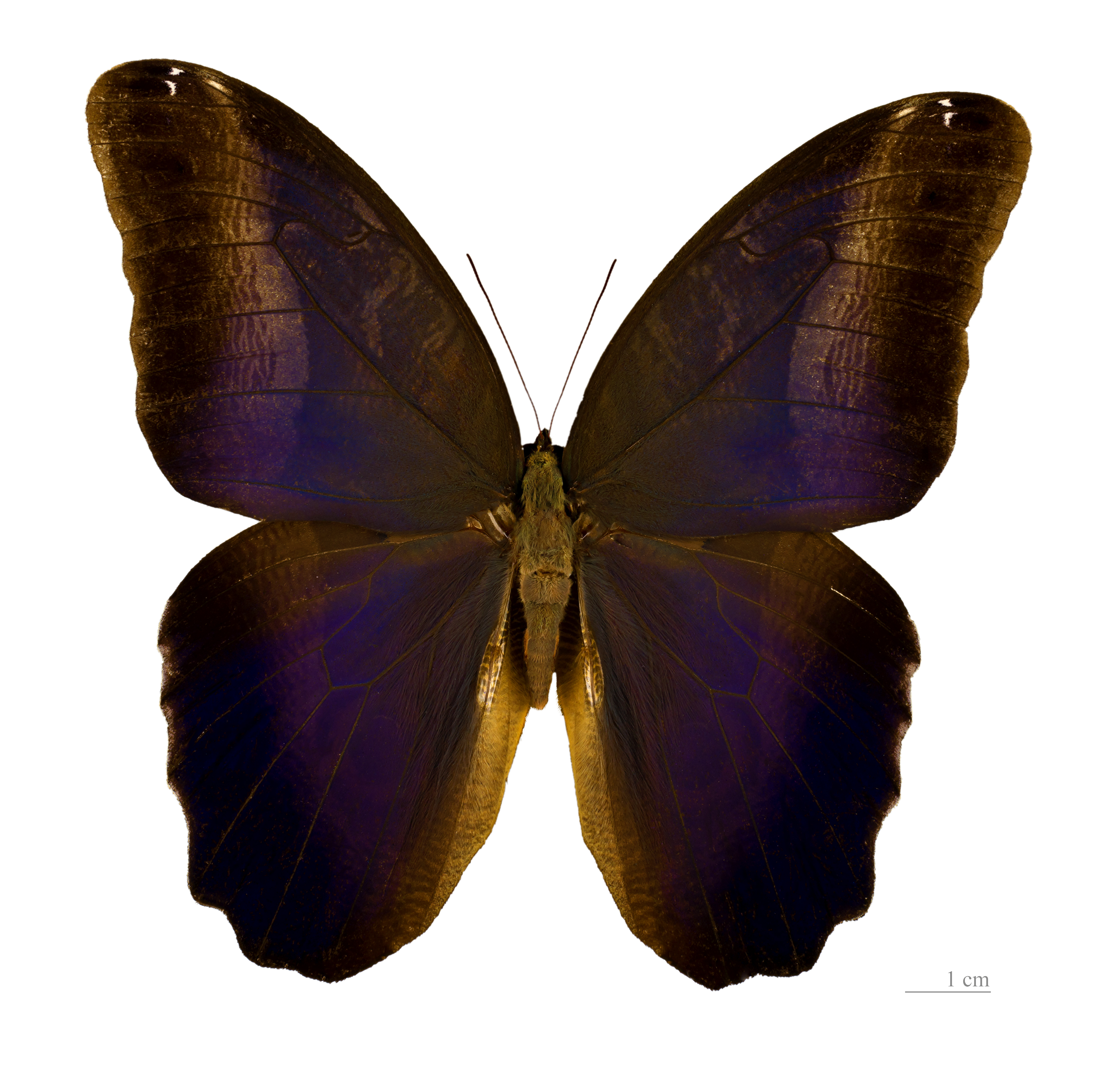